# Gare d'Ōtsukyō
La gare d'Ōtsukyō (大津京駅, Ōtsukyō-eki) est une gare ferroviaire située à Ōtsu, dans la préfecture de Shiga au Japon.

## Situation ferroviaire
La gare se trouve au point kilométrique (PK) 5,4 de la ligne Kosei.

## Histoire
La gare a ouvert le 20 juillet 1974 sous le nom de Nishi-Ōtsu. Elle prend son nom actuel en 2008.

## Service des voyageurs

### Accueil
La gare dispose d'un bâtiment voyageurs, avec guichets, ouvert tous les jours.

### Desserte
- Ligne Kosei :
  - voies 1 et 2 : direction Katata et Ōmi-Imazu
  - voies 3 et 4 : direction Yamashina, Kyoto et Osaka

### Intermodalité
La gare de Keihan-otsukyo de la ligne Keihan Ishiyama Sakamoto est située à proximité immédiate de la gare.